# Sylbach (Haßfurt)
Sylbach ist ein Gemeindeteil der Kreisstadt Haßfurt im unterfränkischen Landkreis Haßberge in Bayern.

## Geographie
Das Dorf liegt größtenteils östlich der Nassach, eines rechten Nebenflusses des Mains, auf 226–268 m ü. NHN. Die nächstgelegenen Orte sind Unterhohenried  wenige hundert Meter entfernt im Norden und Haßfurt, das sich südlich an Sylbach anschließt. Die Staatsstraße 2275 verbindet Sylbach mit Haßfurt und der Bundesstraße 303.

## Geschichte
Die auf dem Gebiet des heutigen Sylbach liegenden Siedlungen Hagenhusen und Stannenberg fielen zwischen der Mitte des zwölften Jahrhunderts und 1317 bzw. in der zweiten Hälfte des 15. Jahrhunderts wüst. Der Ort Sylbach entstand mutmaßlich im Hochmittelalter. Der Ortsname bedeutet „Siedlung am sumpfigen Bach“. In der Reformationszeit wurde der Ort als eine Ganerbschaft mit überwiegend sächsischen Untertanen evangelisch. Das Rathaus wurde im Jahr 1598 erbaut. Im Dreißigjährigen Krieg verübten kroatische Reiter bei Sylbach im Jahr 1632 ein Massaker an rund 80 Bauern. Im Jahr 1875 zählte Sylbach 436 Einwohner und 273 Gebäude.
Sylbach wurde am 1. Januar 1972 im Zuge der Gebietsreform in Bayern nach Haßfurt eingemeindet.

## Infrastruktur
In Sylbach besteht seit 1975 ein Kindergarten, der Kinder aus Sylbach, Haßfurt, Unterhohenried, Oberhohenried und Uchenhofen betreut. Außerdem gibt es eine Grundschule.

## Vereine
Der SV Sylbach wurde 1911 unter dem Namen Torpedo Sylbach als Radsportverein gegründet und besitzt heute Abteilungen für Fußball, Aerobic und Turnen.